# Direito civil
O direito civil é o ramo do direito privado que trata das normas que regulam os direitos e obrigações das pessoas físicas e jurídicas nas suas relações patrimoniais, familiares e obrigacionais.

## Princípios básicos
O Direito Civil, quando encarado sob uma perspectiva geral e considerando os códigos de cada país, contém alguns princípios básicos comuns, ou seja, tendências ou pilares frequentemente presentes nos ordenamentos jurídicos. São eles o princípio da Eticidade, o da Sociabilidade e o da Operacionalidade.

## História

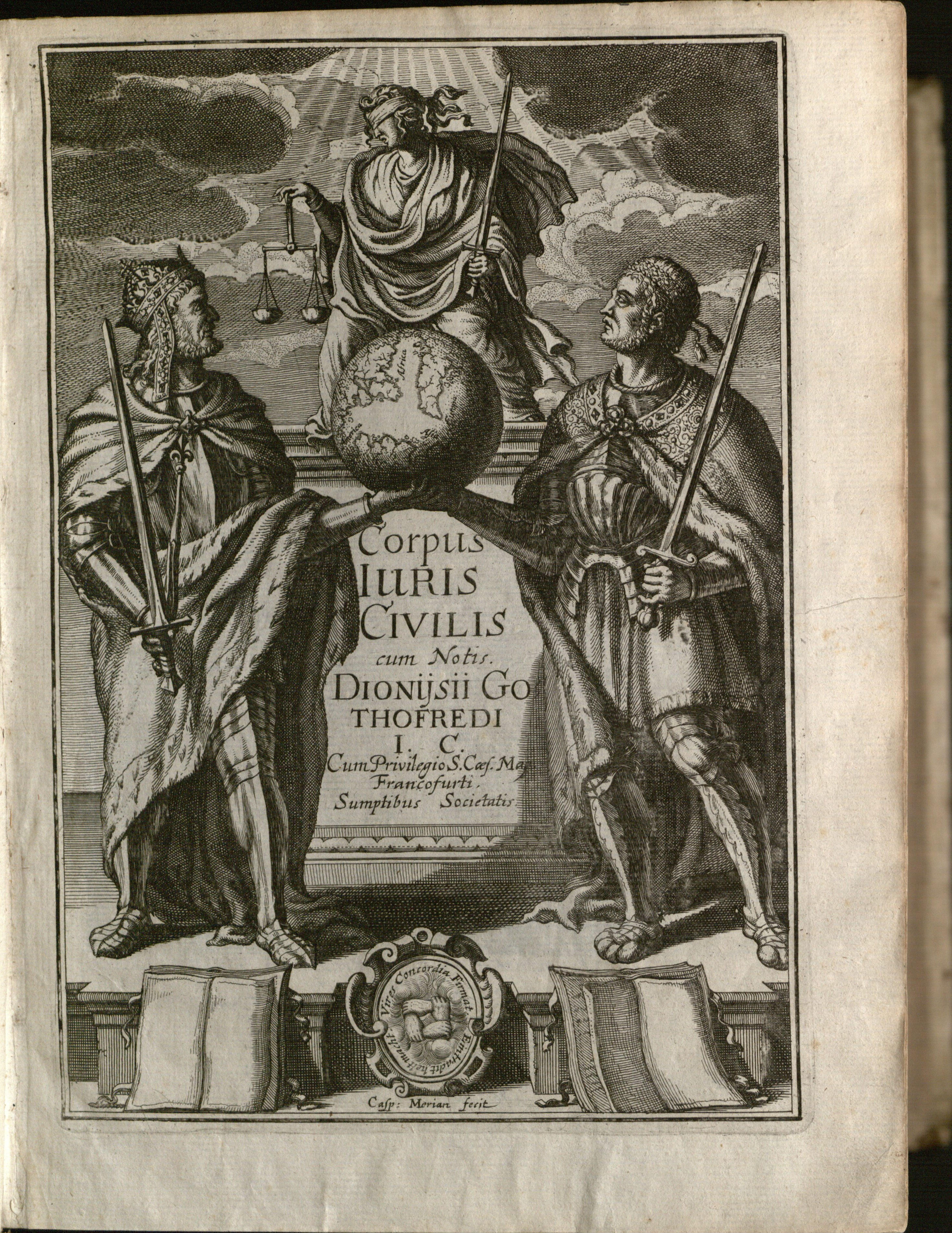
Edição do Corpus Iuris Civilis de Dionísio Godofredo

O Direito Civil é um ramo presente tanto na sistematização anglo-saxã quanto no ordenamento romano-germânico, embora seja visto nas duas tradições de forma diferente. No Direito Romano, era o Direito da cidade que regia a vida dos cidadãos independentes, abrangendo todo o sistema jurídico vigente e contendo, inclusive, normas Penais, Administrativas e Processuais. Chamado de direito quiritário ou de ius civile, ele teve grande importância na constituição do código quando permitiu que uma parte de seu conteúdo fosse elaborada por meio de um acordo entre particulares, adaptando-se às necessidades econômicas. Ainda que seja de conhecimento de poucos, o texto original do Corpus Iuris Civilis influenciou bastante na construção do Código Civil brasileiro, principalmente no que diz respeito às sucessões e obrigações.

### Brasil
O Direito Civil brasileiro começou a ser delineado de forma relativamente independente quando a ideia de criar um código exclusivamente brasileiro surgiu a partir da Declaração da Independência. Ante a inexistência de leis próprias, a Assembleia Constituinte de 1823 determinou que continuassem a vigorar as Ordenações Filipinas, de Portugal, embora alterada em certos pontos por decretos extravagantes.
Até 1845, ano em que Carvalho Moreira realizou o primeiro estudo sobre a revisão e codificação das leis civis no Brasil, embora determinado pela constituição de 1824, não havia concretude na formação do Código Civil brasileiro. Em 1855, o governo imperial entendeu que, antes da nacionalização do código, seria preciso consolidar as leis civis num único documento. Em 1858, uma proposta de Teixeira de Freitas foi aprovada; até então, o código tinha 1 333 artigos. Joaquim Nabuco de Araújo imcumbiu-se da tarefa de elaborar o projeto da "nova" codificação, mas morreu antes de completar a tarefa. As histórias de insucessos nas compilações se prolongaram por vários anos.
Foi apenas em 1916, ou seja, anos após a Proclamação da República, que um novo código foi promulgado. O código vigeu a partir de 1917 e foi revogado em  janeiro de 2003, quando da entrada em vigência do atual Código Civil do país.

## Direito Civil brasileiro
No Brasil, o que é conhecido como "Código Civil" é, na verdade, a Lei nº 10.406/2002. Tal como outros tradicionalmente se vê em outros compêndios de normas brasileiros, é dividido em duas partes: A Parte Geral e a Parte Especial. Há ainda uma Parte "Complementar". As Partes do Código Civil são divididas em livros (2 na Parte Geral, 5 na Especial e 1 na Complementar).
Uma das principais mudanças do atual código em relação ao anterior foi a redução da maioridade civil de 21 para 18 anos. Não é mais preciso esperar o 21º ano de vida para realizar atos da vida civil. Também foi permitido aos pais darem emancipação ao filho a partir dos 16 anos. Antes, a emancipação era dada apenas caso o pai do adolescente morresse. Além disso, o novo Código garantiu que os filhos "artificiais" tivessem os mesmos direitos que os filhos naturais, mesmo após a morte do pai. E principalmente, o novo Código aboliu a palavra "homem" e substituiu por "pessoa", com o objetivo de haver igualdade entre os sexos.